# Kerschbaumeralm Schutzhaus
Das Kerschbaumeralm Schutzhaus ist eine Schutzhütte der Sektion Lienz des Österreichischen Touristenklubs. Sie liegt in 1902 m ü. A. Höhe auf der Kerschbaumeralm nordwestlich im Zentralstock der Lienzer Dolomiten umgeben von zahlreichen Gipfeln mit alpiner Bedeutung (Kreuzkofel, Eisenschuß, Weittalspitze, Simonskopf, Große und Kleine Gamswiesenspitze) und gleichzeitig mit offenen Ausblick nach Norden zur Schobergruppe. Erbaut wurde sie im Jahre 1926. Die Versorgung erfolgt bis zum Bau der Materialseilbahn im Jahr 2008 in der Anfangszeit mit Tragtieren des Bundesheers und zuletzt mit Hubschraubern.

## Anfahrt und Zustieg
- Mit dem PKW von Lienz auf der Drautal Straße (B 100) Richtung Sillian am Ortsende von Leisach etwa 300 m nach der Bahnüberführung links über die Draubrücke und auf dem Stadtweg bis zum Parkplatz Klammbrückl auf 1092 m, weiter zu Fuß auf dem markierten Steig Nr. 10 (zeitweise auf dem Forstweg) in rund 2,5 Stunden bis zum Kerschbaumeralm Schutzhaus.
- Von Lienz Richtung Tristach über die Dolomitenstraße (Mautpflicht) zum Parkplatz Dolomitenhütte, von dort zu Fuß auf dem markierten Steig zur Karlsbader Hütte weiter Richtung Westen auf dem markierten Steig Nr. 213 über das Kerschbaumer Törl zum Kerschbaumeralm Schutzhaus.
- Variante: Auf dem Weg zur Karlsbader Hütte beim Marcherstein rechts hinauf zum Kerschbaumer Törl von dort hinunter zum  Kerschbaumeralm Schutzhaus Steig Nr. 213.

## Hüttengipfel
Madonnen-Klettersteig auf die Große Gamswiesenspitze
Der Klettersteig beginnt südlich der Großen Gamswiesenspitze auf 2100 m (Hinweistafel). Er führt über teils senkrechte Passagen zu einer luftigen Querung mit anschließender Nepalbrücke, danach weiter zum Wandbuch und anschließend über den Gipfelgrat zur Großen Gamswiesenspitze (2488 m). Dort erfolgt der Abstieg über den Steig ins Gamsschartl (2369 m), wo der zweite Teil des Klettersteiges beginnt. Nach einer Querung in die Westgipfelnordwand geht es hinauf zum Westgrat und anschließend über West- und Ostgipfel der Kleinen Gamswiesenspitze (beide 2454 m) hinunter zum Kerschbaumer Törl und zurück zum Kerschbaumeralm Schutzhaus.
Klettersteig auf den Spitzkofel
Ausgangspunkt ist das Kerschbaumeralm Schutzhaus. Die Tour führt von der Hütte durch das Kerschbaumertal über das Hallebachtörl zum Beginn des Klettersteiges auf etwa 2500 m, von dort über den Klettersteig bis zur Linderhütte (2683 m, nur Notunterkunft). Danach kommt ein kurzer Abstieg von etwa 50 Höhenmetern und anschließend führt der Klettersteig weiter auf den Spitzkofel (2717 m).
Toni-Allmaier-Weg auf die Weittalspitze
Ausgangspunkt ist das Kerschbaumeralm Schutzhaus. Der Klettersteig beginnt am Zochenpass beim Kanzele 2280 m und führt stets in Kammnähe westwärts über bizarre Zacken und Türme mit schönen Kletterpassagen bis zum Gipfel der Weittalspitze (2539 m).